# National Lampoon's - Vacanze di Natale
National Lampoon's - Vacanze di Natale (Christmas Vacation 2: Cousin Eddie's Island Adventure) è un film statunitense del 2003, diretto da Nick Mark.
Protagonista è Randy Quaid ovvero cugino Eddie nei precedenti film (tranne che in Ma guarda un po' 'sti americani). Torna anche l'attrice che interpretò Audrey nel capostipite del 1983.

## Trama
Eddie viene licenziato proprio nel periodo di Natale: nonostante questo, il suo capo lo manda, insieme alla famiglia, in vacanza nel Sud del Pacifico, sperando che Eddie non lo denunci dopo essere stato morso da una scimmia da laboratorio. La famiglia Tuttle però rimarrà intrappolata sull'isola.

## Produzione
Tra i personaggi della famiglia Griswold oltre a cugino Eddie interpretato da Randy Quaid che in questo spin-off assurge a protagonista, torna l'attrice Dana Barron prima storica interprete del personaggio di Audrey Griswold.
Nella pellicola è presente un cameo dell'ex Monty Python, Eric Idle, che interpreta un passeggero inglese su un aereo.
Il numero 2 dopo il titolo originale Christmas Vacation sta a significare che questo film, oltre ad essere il n.5 della serie National Lampoon's Vacation, è da considerarsi il 2° della serie spin-off Christmas Vacation, dopo quello del 1989 in Italia uscito col titolo Un Natale esplosivo.

## Distribuzione
Il film, inedito nelle sale cinematografiche italiane, è passato in TV col titolo National Lampoon's - Vacanze di Natale.